# Valentina Naforniță
Valentina Naforniță (n. 10 iunie 1987) este o soprană de operă din Republica Moldova. Este renumită în special pentru interpretarea operelor de Mozart și repertoriului Bel Canto.

## Copilărie și studii
Valentina Naforniță s-a născut în Cuhnești, Glodeni, Republica Moldova. A fost pasionată de muzică încă din copilărie, a inceput să studieze canto, vioara și dansul. A absolvit Colegiul de Muzică Ștefan Neaga din Chișinău (Republica Moldova) în 2006, după care a obsținut diploma de master în operă la Universitatea Națională de Muzică din București. Acolo a studiat cu Eleonora Enăchescu și Maria Slătinaru-Nistor. 
În timpul studiilor și în perioada următoare a participat la diferite concursuri de canto și a fost laureată a Concursului Orange pentru tinerii muzicieni, a Concursului Internațional de Canto Hariclea Darclée și a Concursului Young Opera Singers of Europe. În 2011 a fost laureată a Concursului BBC Cardiff Singer of the World în mai multe categorii, a câștigat Premiul Dame Joan Sutherland Audience Award și a fost finalistă la categoria „Lied”. Acesta a fost un moment foarte important în cariera ei.

## Carieră
În septembrie 2011, Valentina Naforniță a devenit membru al ansamblului Wiener Staatsoper, unde a debutat în rolul Papagena din Die Zauberflöte. În acest context, a debutat în multe roluri printre care: Musetta (La bohème), Susanna (Le nozze di Figaro), Pamina (Die Zauberflöte), Adina (L'elisir d'amore), Norina (Don Pasquale), Gilda (Rigoletto), Zerlina (Don Giovanni), Nayade (Ariadne auf Naxos), Clorinda (Cenerentola), Oscar (Un ballo in maschera) și Ilia (Idomeneo). A fost aleasă de două ori în februarie 2013 și 2018 pentru a deschide prestigiosul bal Opernball la Opera din Viena; eveniment care a fost urmărit de mai mult de 1.5 milioane de persoane în Austria/regiunea Bavaria.
În 2014 a debutat în rolul Zerlina în Don Giovanni la Salzburger Festspiele, și în 2016 a debutat în rolul Sophie (Werther) la Théâtre des Champs-Elysées în Paris alături de Juan Diego Flórez și Joyce DiDonato. În sezonul următor a cântat pentru prima dată la Opéra national de Paris în rolul Valencienne din Die lustige Witwe în septembrie 2017 și a revenit în capitala Franței în noiembrie 2017 în rolul Servilia (La clemenza di Tito), în 2018 în rolul Adina (L'elisir d'amore) și în 2019 în rolul principal din Iolanta.
În 2018 Valentina Naforniță a debutat la Teatro dell'Opera di Roma în rolul Musetta (La bohème) și a cântat pentru prima dată rolul Fiordiligi din Così fan tutte la Opéra de Lausanne. Această producție a fost difuzată pe Arte și a devenit una dintre cele mai văzute opere în 2018 pe platforma online al canalului.
Un alt debut important a fost Norina (Don Pasquale) într-o nouă producție a Irinei Brook (2015) cu Juan Diego Flórez și Micaela Partusi, dirijată de Jesús López Cobos. Valentina a fost invitată de două ori să cânte la concertul Christmas in Vienna la televizor în 2015 și 2018, transmis pe ORF III și Arte. În 2017 a debutat la Staatsoper Hamburg în rolul Adina.
Momentele importante din sezonul 2019/20 includ debutul Valentinei în rolul Helena din Midsummer Night's Dream de Britten, Norina în Don Pasquale, Susanna în Le Nozze di Figaro  și debutul ei în rolul Irina în Tri sestrî, toate la Wiener Staatsoper; dar și rolul Adina din L'elisir d'amore la Opéra de Lausanne și la Nationaltheater Mannheim.
Primul ei album va fi disponibil în sezonul 2019/20 în colaborare cu Alpha. 

## Viață privată
Valentina Naforniță locuiește în Vienna. În 2021 a divorțat de soțul ei, baritonul Mihai Dogotari. În 2023 ea s-a căsătorit cu dirijorul Cristian Spătaru împreună cu  care are un băiețel.
Naforniță este patroana CCF Moldova, o organizație care ajută copii în nevoie din Moldova.

## Înregistrări
Don Giovanni de Mozart, 2014 (DVD) în rolul Zerlina. Salzburger Festspiele cu Wiener Philharmoniker sub dirijarea lui Christoph Eschenbach.
Hans Zimmer: Filmmusik: The World Of Hans Zimmer, 2019 (CD), Sony Classical